# Jagdstaffel 27
Jagdstaffel 27 – Königlich Preußische Jagdstaffel Nr. 27 – Jasta 27 jednostka lotnictwa niemieckiego Luftstreitkräfte z okresu I wojny światowej.

## Informacje ogólne
Jednostka została utworzona 5 lutego 1916 roku w Gandawie w 4 Armii. Po organizacji eskadry skierowano ją na front 12 lutego 1917 roku pod dowództwem porucznika Hansa von Keudell asa myśliwskiego z Jagdstaffel 1. Von Keudell był pierwszą ofiarą eskadry (15 lutego).
21 lutego 1918 roku utworzono podobne do Jagdgeschwader 1 zgrupowanie nazwane Jagdgeschwader Nr 3. Powstało ono z czterech eskadr myśliwskich Jasta B, Jagdstaffel 26, Jasta 27 i Jagdstaffel 36 połączonych w jedną jednostkę taktyczną pod dowództwem asa Jagdstaffel 26 Bruna Loerzera. Od tego momentu eskadra operowała w zgrupowaniu. Najpierw w sektorze działań 7 Armii, a później 17 Armii.
Piloci eskadry latali na samolotach: LFG Roland D.II, Albatros D.III, Albatros D.V, a później Fokker D.VII oraz Fokker Dr.I.
Jasta 27 w całym okresie wojny odniosła ponad 128 zwycięstw nad samolotami nieprzyjaciela i 6 nad balonami nieprzyjaciela. W okresie od stycznia 1917 do listopada 1918 roku jej straty wynosiły 11 zabitych w walce, 3 zabitych w wypadkach, 10 rannych oraz 1 pilot w niewoli.
Łącznie przez jej personel przeszło 13 asów myśliwskich:
Hermann Frommherz (22), Rudolf Klimke (15), Wilhelm Neuenhofen (15), Hermann Wilhelm Göring (14), Friedrich Noltenius (13), Willi Kampe (8), Albert Josef Lux (7), Willy Kahle (6), Helmuth Dilthey (6), Ludwig Luer (4), Franz Brandt (3), Willi Rosenstein (2), Hans von Keudell (1).

## Dowódcy Eskadry
| Stopień   | Nazwisko          | Okres                   |
| --------- | ----------------- | ----------------------- |
| Porucznik | Hans von Keudell  | 12.02.1917 – 15.02.1917 |
| Porucznik | Erich Wieland     | 22.02.1917 – 17.05.1918 |
| Porucznik | Hermann Göring    | 17.05.1918 – 28.07.1918 |
| Porucznik | Hermann Frommherz | 29.07.1918 – 11.11.1918 |